# Dale T. Mortensen

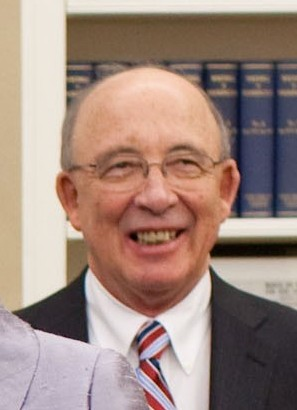
Dale Mortensen

Dale T. Mortensen (1939 tại Enterprise, Oregon, Hoa Kỳ – 2014) là một nhà kinh tế học. Hiện nay ông là giáo sư của Đại học Northwest ở Evanston, Hoa Kỳ. Năm 2010, ông được trao Giải Nobel Kinh tế cùng với Peter A. Diamond và Christopher A. Pissarides cho "những phân tích của họ về thị trường dựa trên lý thuyết tìm kiếm".
Dale Thomas Mortensen nhận bằng cử nhân kinh tế tại Đại học Willamette và bằng tiến sĩ kinh tế tại Đại học Carnegie Mellon. Ông đã làm giảng viên của Đại học Northwest từ năm 1965. Ông cũng là giáo sư thỉnh giảng Niels Bohr tại Trường Kinh tế và Quản lý, Đại học Aarhus từ năm 2006 đến năm 2010. Nghiên cứu của Mortensen tập trung vào kinh tế học lao động, kinh tế học vĩ mô và lý thuyết kinh tế. Ông đã có những đóng góp tiên phong về lý thuyết tìm và khớp, thất nghiệp do ma xát.
Mortensen mất ngày 9 tháng 1 năm 2014 vì ung thư tại nhà riêng ở Wilmette, hưởng thọ 74 tuổi.

## Trước tác tiêu biểu
- D. Mortensen and E. Nagypál (2007), 'More on unemployment and vacancy fluctuations.' Review of Economic Dynamics 10 (3), các trang 327–47.
- D. Mortensen (2005), Wage Dispersion: Why Are Similar Workers Paid Differently?, MIT Press.  ISBN 0-262-63319-1
- K. Burdett and D. Mortensen (1998), 'Wage differentials, employer size, and unemployment.' International Economic Review 39, các trang 257–73.
- D. Mortensen and C. Pissarides (1994), 'Job creation and job destruction in the theory of unemployment.' Review of Economic Studies 61, các trang 397–415.
- D. Mortensen (1986), 'Job search and labor market analysis.' Ch. 15 of Handbook of Labor Economics, vol. 2, O. Ashenfelter and R. Layard, eds., North-Holland.
- D. Mortensen (1982), 'Property rights and efficiency of mating, racing, and related games.' American Economic Review 72 (5), các trang 968–79.
- D. Mortensen (1982), 'The matching process as a non-cooperative/bargaining game.' In The Economics of Information and Uncertainty, J. McCall, ed., NBER, ISBN 0-226-55559-3.
- D. Mortensen (1972), 'A theory of wage and employment dynamics.' In Microeconomic Foundations of Employment and Inflation Theory, E. Phelps et al., eds., Norton, ISBN 978-0-393-09326-1.